# Saison 2014 de l'équipe cycliste Corendon-Kwadro

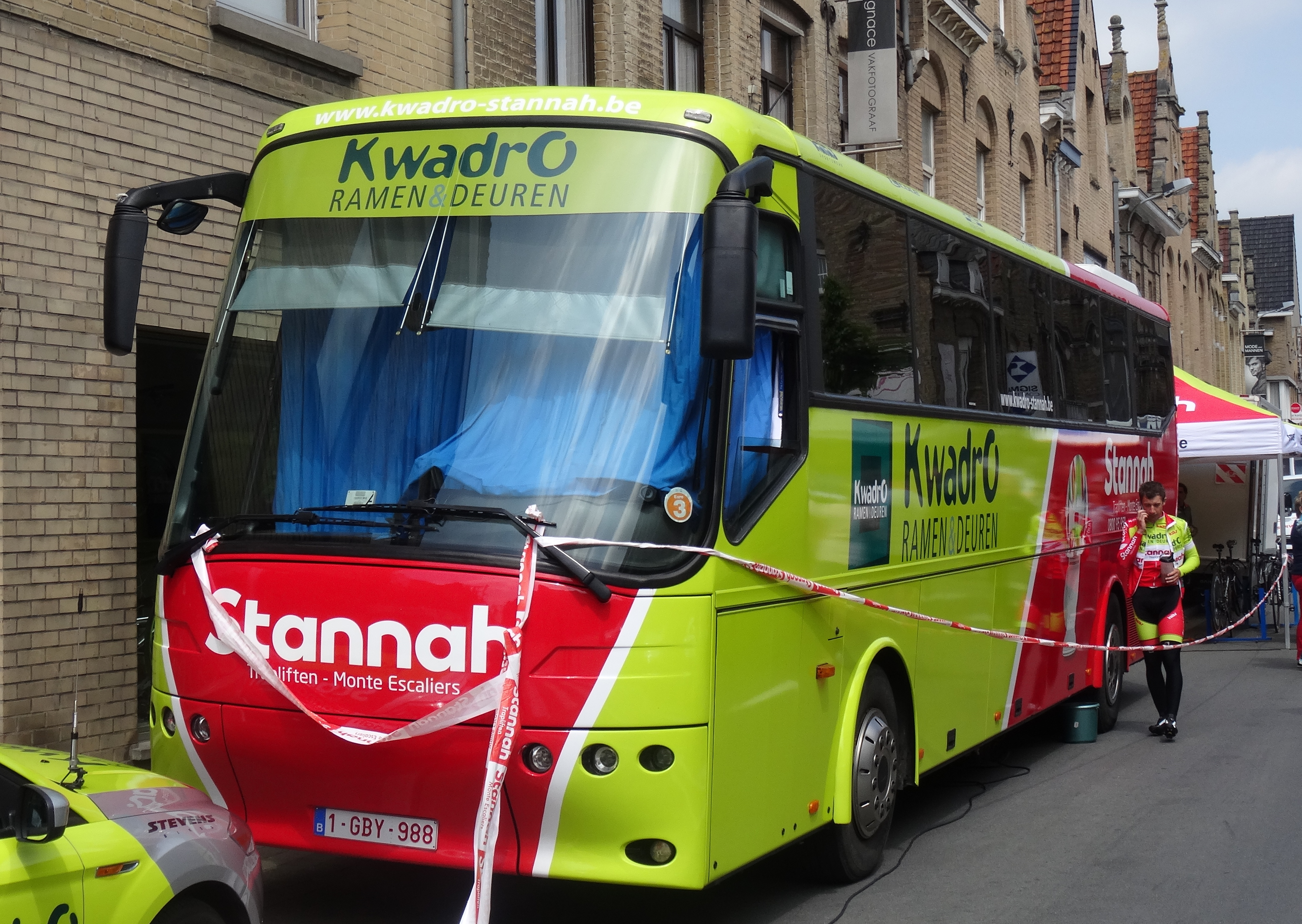
Le bus de Kwadro-Stannah au Tour de Belgique 2014.

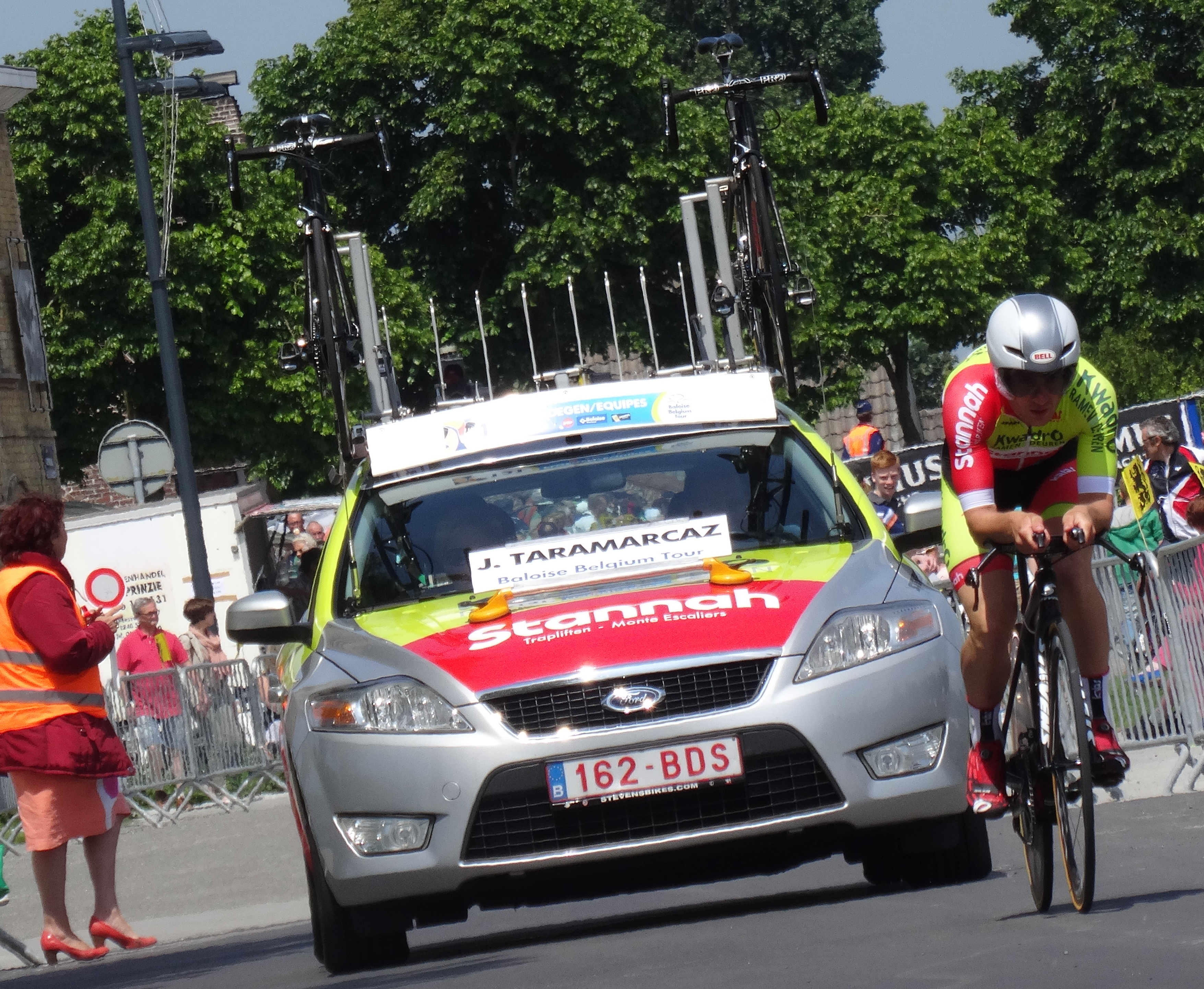
Julien Taramarcaz lors du contre-la-montre de la 3e étape du Tour de Belgique 2014 à Dixmude.

La saison 2014 de l'équipe cycliste Corendon-Kwadro est la deuxième de cette équipe, mais la première en tant qu'équipe continentale. L'équipe était dénommée Kwadro-Stannah jusqu'au 17 septembre inclus.

## Préparation de la saison 2014

### Sponsors et financement de l'équipe
Le 18 septembre, l'équipe Kwadro-Stannah change de nom pour devenir Corendon-Kwadro, et annonce également la venue de Bart Aernouts,.
Le nouveau sponsor principal est Corendon Airlines, une compagnie aérienne turque à bas coûts. À cette occasion, les tenues changent.

### Arrivées et départs
| Arrivées          | Équipe 2013                   |
| ----------------- | ----------------------------- |
| Kevin Cant        | Primator                      |
| Joeri Hofman      | KDL-Trans                     |
| Diether Sweeck    | KDL-Trans                     |
| Hendrik Sweeck    | KDL-Trans                     |
| Laurens Sweeck    | KDL-Trans                     |
| Julien Taramarcaz | BMC Mountainbike Racing (VTT) |

| Départs | Équipe 2014 |
| ------- | ----------- |
| Aucun   |             |

## Coureurs et encadrement technique

### Effectif

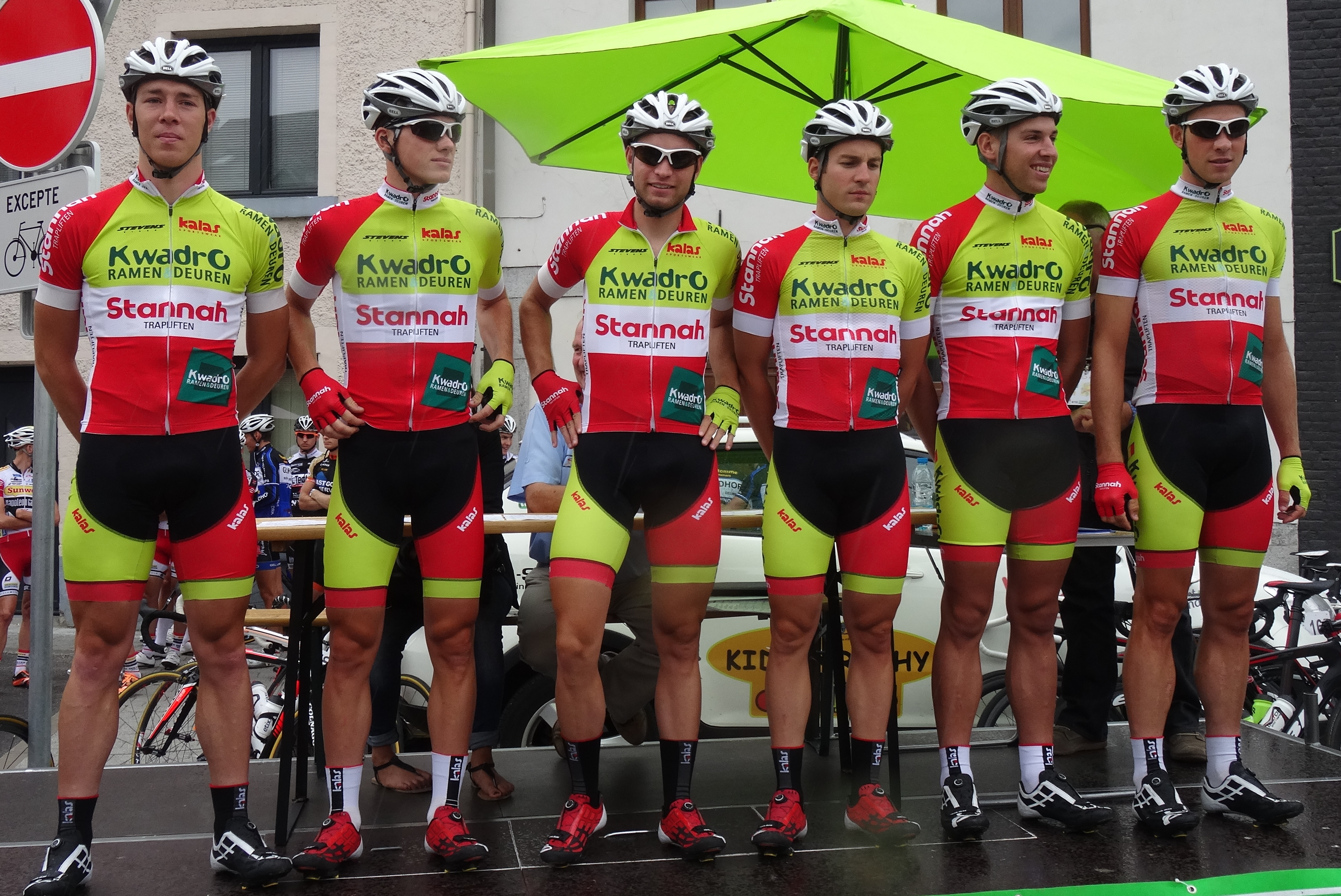
L'équipe lors de la 1re étape du Tour de la province de Namur 2014.

Dix coureurs constituent l'effectif 2014 de l'équipe,.
| Cycliste               | Date de naissance | Nationalité | Équipe 2013                   |
| ---------------------- | ----------------- | ----------- | ----------------------------- |
| Bart Aernouts          | 23 juin 1992      | Belgique    | AA Drink                      |
| Martin Bína            | 21 mai 1983       | Tchéquie    | Kwadro-Stannah                |
| Kevin Cant             | 11 mars 1988      | Belgique    | Primator                      |
| Mariusz Gil            | 6 mai 1983        | Pologne     | Kwadro-Stannah                |
| Joeri Hofman           | 6 juillet 1992    | Belgique    | KDL-Trans                     |
| Marcel Meisen          | 8 janvier 1989    | Allemagne   | Kwadro-Stannah                |
| Radomír Šimůnek junior | 6 septembre 1983  | Tchéquie    | Kwadro-Stannah                |
| Diether Sweeck         | 17 décembre 1993  | Belgique    | KDL-Trans                     |
| Hendrik Sweeck         | 13 janvier 1992   | Belgique    | KDL-Trans                     |
| Laurens Sweeck         | 17 décembre 1993  | Belgique    | KDL-Trans                     |
| Julien Taramarcaz      | 12 novembre 1987  | Suisse      | BMC Mountainbike Racing (VTT) |

Portraits
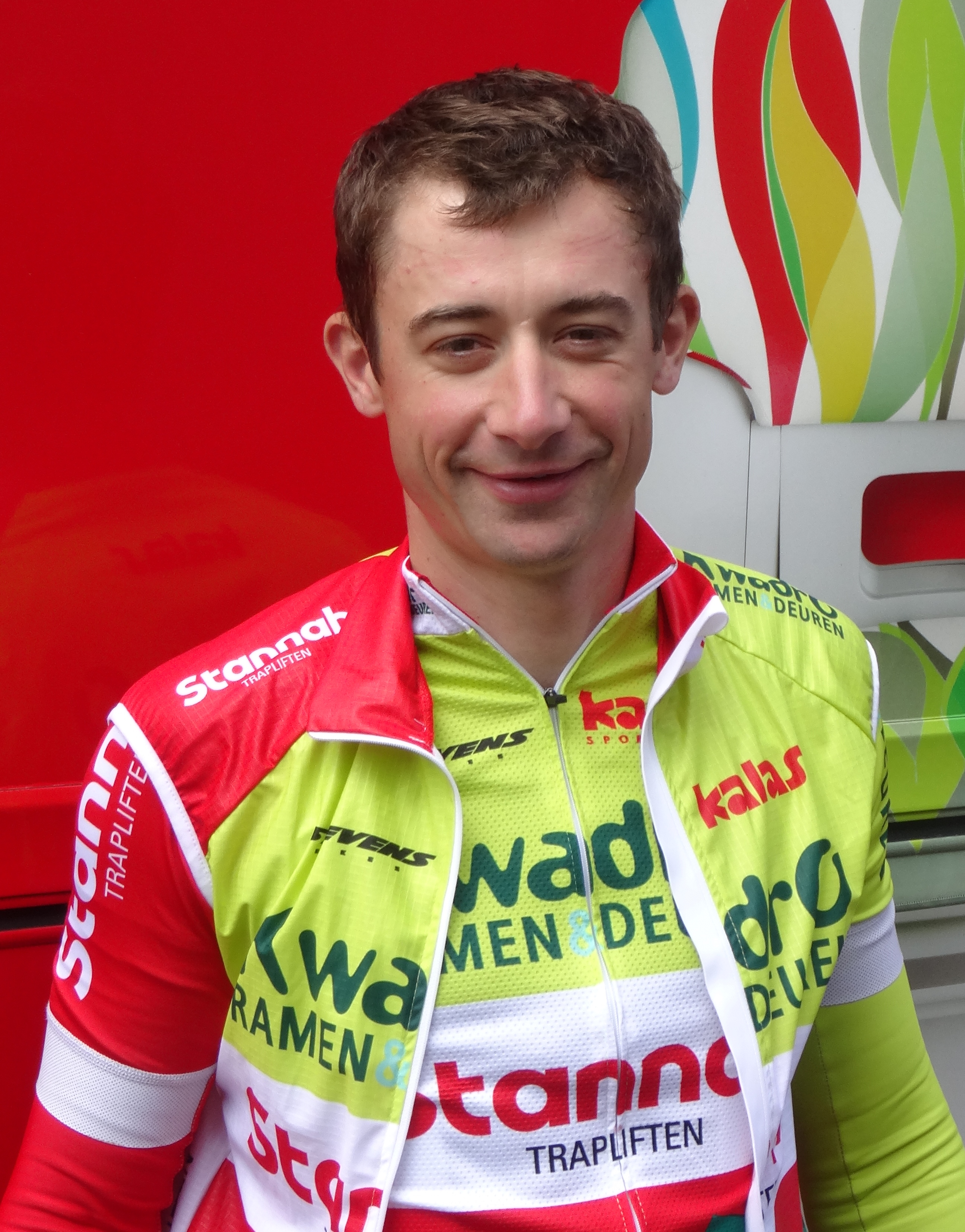
Radomír Šimůnek junior.

## Bilan de la saison

### Victoires

#### Sur route
Aucune victoire UCI.

#### En cyclo-cross
L'équipe remporte huit victoires en cyclo-cross.
| Date       | Course                                                   | Pays       | Classe | Vainqueur      |
| ---------- | -------------------------------------------------------- | ---------- | ------ | -------------- |
| 11/01/2014 | Championnat de République tchèque de cyclo-cross         | Tchéquie   | CN     | Martin Bína    |
| 19/01/2014 | Grand Prix Möbel Alvisse, Leudelange                     | Luxembourg | C2     | Laurens Sweeck |
| 09/11/2014 | Superprestige espoirs #3, Ruddervoorde                   | Belgique   | CU     | Laurens Sweeck |
| 30/11/2014 | Trophée Banque Bpost espoirs #3, Hamme-Zogge             | Belgique   | CU     | Laurens Sweeck |
| 06/12/2014 | Trophée Banque Bpost espoirs #4, Hasselt                 | Belgique   | CU     | Diether Sweeck |
| 22/12/2014 | Trophée Banque Bpost espoirs #5, Essen                   | Belgique   | CU     | Laurens Sweeck |
| 26/12/2014 | Coupe du monde de cyclo-cross espoirs #5, Heusden-Zolder | Belgique   | CU     | Laurens Sweeck |
| 30/12/2014 | Trophée Banque Bpost espoirs #6, Loenhout                | Belgique   | CU     | Laurens Sweeck |